# Збройні сили Європи

Flag of the European Union's army

Збройні сили Європи (англ. European army) — гіпотетична концепція армії Європейського Союзу, яка має замінити Спільну політику безпеки та оборони та вийти за межі запропонованого Європейського оборонного союзу. Нинішня система не передбачає існування такої армії, а питання оборони залишається компетенцією держав-членів.

## Передумови
Ідея створення європейської армії вперше обговорювалася у 1950-х роках. Її запропонувала Франція, і вона мала складатися з країн «Внутрішньої шістки» (Бельгія, Франція, Італія, Люксембург, Нідерланди та ФРН) для посилення оборони перед загрозою з боку Радянського Союзу, водночас уникаючи прямого переозброєння Німеччини після Другої світової війни. У 1952 році був підписаний Договір про створення Європейської оборонної спільноти, але його так і не ратифікували підписанти.
Упродовж Холодної війни Західна Європа покладалася на НАТО в питаннях оборони, що знижувало потребу військової взаємодії між європейськими країнами. З падінням комуністичних режимів НАТО розширило свою присутність на території колишнього Східного блоку, певною мірою підірвавши військові амбіції новоствореного Європейського Союзу. Після терактів 11 вересня європейські члени НАТО вперше взяли участь у військових операціях за межами Європи, тоді як Європейський Союз поступово розширював свою роль у миротворчих місіях, зокрема в Африці та на Балканах. Лісабонська угода 2009 року посприяла подальшій інтеграції оборонної політики в рамках ЄС. Тема створення Європейського оборонного союзу, який передбачав би глибшу співпрацю, ніж чинна Спільна політика безпеки та оборони, періодично з'являється в політичному дискурсі.
У 2019 році Німеччина та Нідерланди сформували 414-й танковий батальйон — перший підрозділ, що об'єднав військових з двох країн ЄС. Батальйон був створений через нестачу солдатів у Німеччини та відсутність танкових сил у Нідерландів. Це розглядалося як крок до створення європейської армії. Водночас досвід франко-німецької бригади в Ельзасі виявився інакшим, оскільки підрозділ зіткнувся з труднощами через значні мовні та культурні відмінності. Особливою перешкодою стала «вроджена обережність» Німеччини щодо військових втручань після Другої світової війни.

## Ставлення

### Підтримка
Президент Франції Емманюель Макрон і колишня канцлерка Німеччини Ангела Меркель висловлювали підтримку ідеї спільної європейської армії. Макрон виступив на її підтримку у 2018 році після виходу США з Договору про ліквідацію ракет середньої та малої дальності та на тлі скептичного ставлення президента Дональда Трампа до атлантизму. Серед інших європейських політиків, які висловлювали підтримку, — колишній прем'єр-міністр Франції Ален Жюппе (ще у 1996 році), колишній прем'єр-міністр Італії Сільвіо Берлусконі, колишній президент Європейської комісії Жан-Клод Юнкер, а також колишні прем'єр-міністри Чехії Мілош Земан і Богуслав Соботка та прем'єр-міністр Угорщини Віктор Орбан. Створення європейської армії є частиною офіційної програми Європейської народної партії. Також цю ідею активно підтримує Пан'європейський Союз.
У 2021 році Президент Італійської Республіки Серджо Маттарелла висловився про необхідність створення європейської армії після виведення військ НАТО з Афганістану, що поклало край війні в Афганістані та дозволило Талібану захопити владу. Невдовзі італійський генерал армії Клаудіо Граціано, голова Військового комітету ЄС, також наголосив на необхідності якнайшвидшого створення європейської армії.
Під час виступу президента Європейської комісії перед Європейським парламентом у рамках Послання про становище Союзу 2021 року Урсула фон дер Ляєн заявила, що «нам потрібен Європейський оборонний союз» і що «…Європейський Союз є унікальним гарантом безпеки. Будуть місії, в яких НАТО чи ООН не братимуть участі, але де повинна діяти Європа…». Вона також наголосила на дискусіях щодо експедиційних сил та їхньої необхідної кількості — бойові групи чи сили швидкого реагування — зазначивши, що це важливе питання, але ключовою проблемою залишається те, чому ці механізми не працювали раніше. Наприкінці виступу вона оголосила про проведення «Саміту з питань європейської оборони».
Оголошення про створення AUKUS — «тристороннього безпекового партнерства» між Австралією, Великою Британією та США у вересні 2021 року для «збереження миру та стабільності в Індо-Тихоокеанському регіоні», що розглядається як спроба стримати посилення Китаю як глобальної військової сили, викликало певну недовіру в Європі, зокрема у Франції. Вже 28 вересня 2021 року Франція та Греція підписали багатомільярдну військову угоду. Грецький прем'єр-міністр Кіріакос Міцотакіс назвав ідею європейської армії «зрілою пропозицією» і зазначив, що ця угода може стати першим значним кроком у її створенні.
5 листопада 2024 року, після другої перемоги Дональда Трампа на президентських виборах у США, прем'єр-міністр Люксембургу Люк Фріден закликав до створення європейської армії, заявивши, що «неприйнятне вторгнення Росії в Україну стало тривожним сигналом». 15 лютого 2025 року під час виступу на 61-й Мюнхенській конференції з безпеки президент України Володимир Зеленський закликав до створення армії Європи для протидії Росії, з огляду на можливе послаблення підтримки з боку США. Цей заклик прозвучав після промови віцепрезидента США Джей Ді Венса напередодні, у якій він закликав Європу «значно посилити» власну оборону.

### Опозиція
За словами представників НАТО, альянс стримував розвиток незалежних європейських оборонних спроможностей, прагнучи уникнути дублювання зусиль та зменшити моральний ризик, спричинений оборонними субсидіями США, які знижують військові витрати європейських країн. Посол США в НАТО також висловився проти будь-якого європейського протекціонізму у розвитку власної оборонної промисловості. Генеральний секретар НАТО Єнс Столтенберг заявив, що Європейський Союз не зможе захистити себе без НАТО і не повинен намагатися створити європейську армію.

### Опитування YouGov 2022 року
У квітні 2022 року компанія YouGov провела опитування в країнах-членах Європейського Союзу та у Великій Британії щодо підтримки створення інтегрованої європейської армії. Результати цього опитування подано в таблиці нижче.
| Країна          | Прихильники | Опоненти | Не визначилися | Перевага | Зміна з 2021 року |
| --------------- | ----------- | -------- | -------------- | -------- | ----------------- |
| Болгарія        | 39          | 33       | 28             | +6       | Н/Д               |
| Велика Британія | 34          | 35       | 30             | –1       | ▲10 %             |
| Греція          | 55          | 27       | 17             | +28      | ▼8 %              |
| Данія           | 41          | 39       | 20             | +2       | ▲5 %              |
| Іспанія         | 64          | 21       | 15             | +43      | ▲7 %              |
| Італія          | 50          | 30       | 20             | +20      | ▬0 %              |
| Литва           | 62          | 22       | 16             | +40      | ▲5 %              |
| Нідерланди      | 61          | 23       | 17             | +38      | ▲9 %              |
| Німеччина       | 58          | 27       | 15             | +31      | ▲4 %              |
| Польща          | 57          | 21       | 22             | +36      | ▲3 %              |
| Румунія         | 51          | 23       | 26             | +28      | ▼4 %              |
| Словаччина      | 44          | 37       | 19             | +7       | Н/Д               |
| Угорщина        | 50          | 29       | 21             | +21      | ▼5 %              |
| Фінляндія       | 53          | 21       | 25             | +32      | ▲8 %              |
| Франція         | 55          | 24       | 21             | +31      | ▲3 %              |
| Хорватія        | 49          | 23       | 28             | +26      | Н/Д               |
| Швеція          | 48          | 27       | 25             | +21      | ▲9 %              |